# Fruela I de Asturias
Fruela I de Asturias, llamado el Cruel (Cangas de Onís, 722-768), hijo de Alfonso I y de la reina Ermesinda, fue rey de Asturias entre los años 757 y 768. Su sucesor fue Aurelio de Asturias.

## Biografía
Al comienzo de su reinado se enfrentó a un ejército enviado por Abderramán I, emir de Córdoba, en Pontuvio (Galicia). En esta batalla, que se libró entre mayo de 757 y mayo de 758, se tomó prisionero a Omar, hijo de un primo carnal de Abderramán, que fue degollado.
Repobló algunos lugares en Galicia hasta el río Miño, el cual marcó la frontera sudoccidental de su reino. Tuvo que reprimir duramente las incursiones de los vascones de Álava contra sus territorios de Cantabria. Tras varias campañas satisfactorias contra ellos, pactaría un intercambio de rehenes y acordaría su matrimonio con su sobrina segunda,Munia, hija del señor vascón de Gascuña llamado Lope y de una hija de Fruela de Cantabria. El hijo de ambos sería protegido tiempo después en el territorio de sus parientes maternos y apoyado por ellos para recuperar el trono. Poco después tuvo que reprimir otra rebelión de los nobles gallegos en el año 766.
Reformó el clero de su reino, prohibiendo el casamiento a los clérigos e incluso obligando a dejar la esposa a los casados, lo que le granjeó la enemistad de gran parte de este estamento.
Fruela fundó diversos monasterios de la Orden de San Benito, entre ellos el de San Vicente de Oviedo, que fue origen de la ciudad de Oviedo, donde está enterrado junto a su esposa. El cartulario de San Millán de la Cogolla recoge la constitución, otorgada por Fruela el 24 de abril de 759, de un convento femenino de veintiocho monjas, con Nuña Bella como abadesa, y con su presbítero en San Miguel de Pedroso (Burgos), en la frontera este del reino, donde un fuerte núcleo cristianovisigodo resistió a la invasión árabe al amparo de los montes de Ayago y la sierra de la Demanda.
Viendo que su hermano Vimarano ganaba las simpatías de la aristocracia, lo mató personalmente, acusándolo de encabezar una conspiración para destronarlo. Tras el asesinato, Fruela tomó al hijo de Vimarano, llamado Bermudo (que no se debe confundir con el rey de Asturias Bermudo I), y lo hizo criar como un hijo, tal vez tratando de reparar el daño causado con la muerte de aquel.
Aun así, el homicidio de su hermano le concitó la enemistad de la nobleza, que se confabuló para asesinarlo en la corte de Cangas de Onís. Una vez asesinado Fruela, resultó elegido como sucesor al trono su primo Aurelio, hijo de Fruela de Cantabria.

## Sepultura

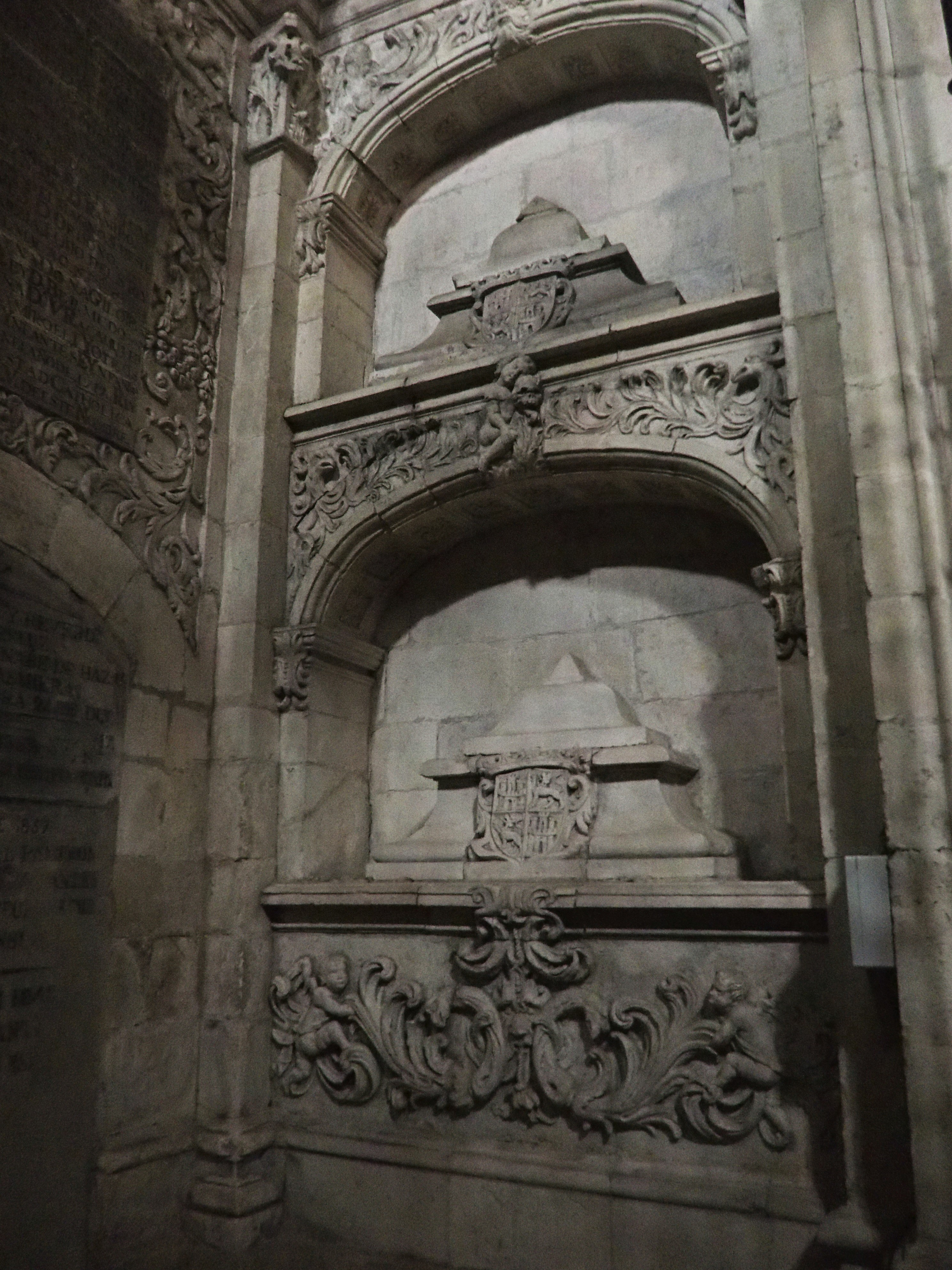
Panteón de reyes de la Catedral de Oviedo

Después de su defunción, el cadáver del rey Fruela I recibió sepultura en la iglesia de San Salvador de Oviedo, que él había ordenado edificar, en la que también fue sepultada su esposa, la reina Munia de Álava. Posteriormente, la iglesia de San Salvador de Oviedo fue saqueada y arrasada, en el año 794, por las tropas musulmanas y, a continuación, el rey Alfonso II de Asturias ordenó la reedificación del templo.
En el siglo XVI, el cronista cordobés Ambrosio de Morales señaló la posibilidad de que Alfonso II trasladase los restos de su padre a la nueva iglesia de San Salvador de Oviedo o bien que ordenase su traslado a la desaparecida iglesia de Santa María de Oviedo, cercana a la de San Salvador, que el mismo monarca ordenó edificar.
No obstante lo anterior, el historiador Luis Alfonso de Carvallo señaló que Alfonso II ordenó trasladar los restos mortales de Fruela I a la  capilla del rey Casto de la catedral de Oviedo, lo que supondría que en la actualidad yacen junto a los de los otros monarcas allí sepultados.

## Matrimonio y descendencia
Contrajo matrimonio con Munia de Álava y fueron padres de:
- Alfonso II de Asturias (c. 760-842).

| Predecesor: Alfonso I | Rey de Asturias 757–768 | Sucesor: Aurelio |